# 热释光

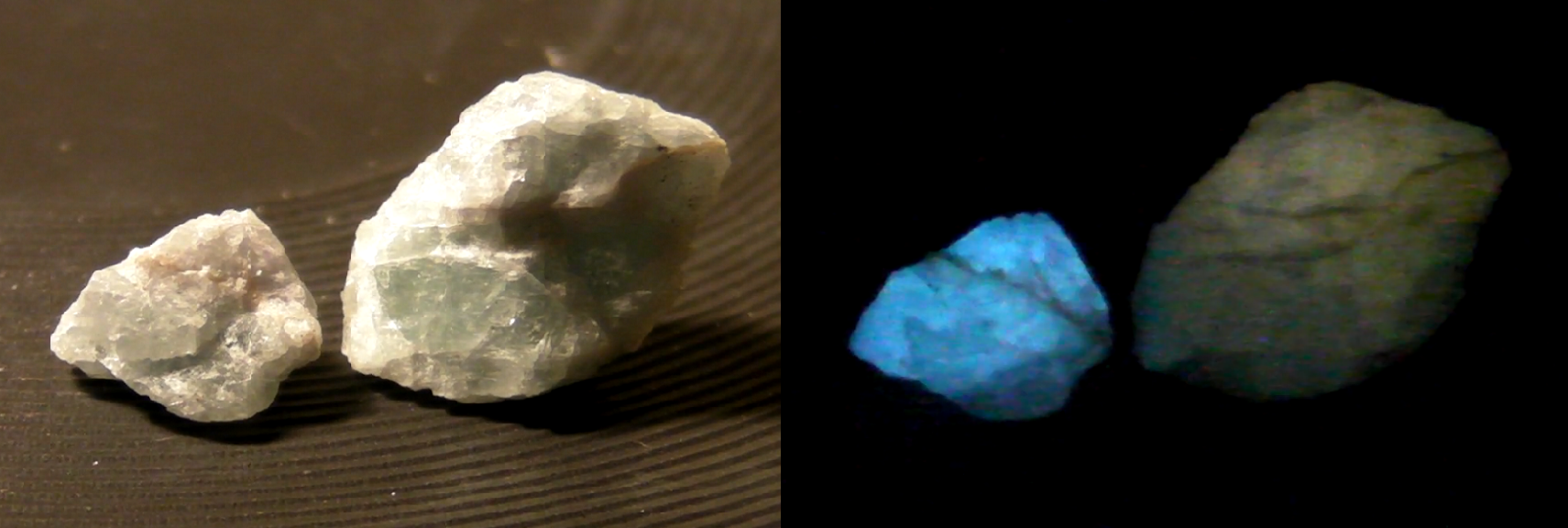
螢石的熱釋光。

热释光（英語：Thermoluminescence，缩写为TL）效应，有时也被译作热致光、热发光，是一种冷发光现象：一些晶体（例如矿物质）在被加热时，原来吸收并储存在晶格缺陷中的电磁辐射或其他电离辐射会以光子的形式释放出来。该现象不可与黑体辐射（也可称为热发光）混淆。
常见应用有热释光测年法。

## 物理

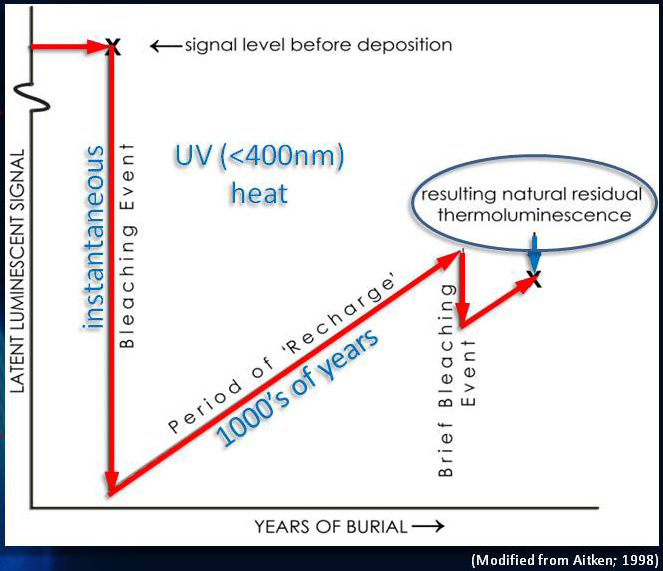
海砂"充電"和"放電"發出熱釋光訊號的過程。 (modified from Aitken, 1998; Keizars, 2008)

高能輻射會使晶體材料內產生電子激發態。 在一些材料，這些電子透過晶格的局部缺陷或不完整，被捕獲而長期保存下來。 量子力學上，這些量子態是與時間無關的定態，但他們並不穩定。 加熱材料將使捕陷態位（trap states）能夠與聲子相互作用，即晶格振動，在迅速衰減至較低能態的過程中發射光子。